# 湯銘哲
湯銘哲（1955年10月10日—），臺灣臺南市人，醫學家。

## 簡介
湯銘哲為臺北醫學院醫學士、美國密西根大學博士，就讀臺北醫學院期間曾參加北醫人報社、北極星詩社，其學術專長腎生理學、細胞及分子生理學、組織工程學、細胞生物力學等。湯銘哲於1990年進入國立成功大學醫學院任教，歷任副教授、教授、特聘教授。2001至2007年出任成功大學醫學院副院長，2007至2011年任成功大學教務長。2012年６月獲選為東海大學第八任校長（2013.01就任）。湯德章為其叔公。
2015年1月21日，湯銘哲接到東海大學董事會公文，要求暫予停職以待調查，停職令即刻生效。2015年1月23日，中國國民黨立法委員陳學聖聲援湯銘哲，披露東海大學被「萬年董事」把持且不當介入校園工程，湯銘哲想處理卻被董事會停職；民主進步黨立法委員蔡其昌也聲援湯銘哲，批評東海大學董事會「私設刑堂」；東海大學主任秘書呂炳寬回應，校務運作一切正常，不影響學生權益，相關事宜將由董事會回應；東海大學董事會發表聲明表示，湯銘哲因違反專任及行政等缺失而遭董事會決議停職待查，董事會已函請教育部協助調查。此案纏訟4年多之後由湯勝訴 。

## 詩集
湯銘哲曾與醫師作家陳克華出版詩集《桂冠與蛇杖：北醫詩人選》。

## 外部連結
- 湯銘哲校長臉書 Ming-Jer Tang  （页面存档备份，存于）
- 東海大學校長園地 （页面存档备份，存于）
- 國立成功大學生理學研究所 湯銘哲教授簡介
- 湯銘哲教授接任東海大學第八任校長 （页面存档备份，存于）

| 教育職務                           | 教育職務                                        | 教育職務      |
| ---------------------------------- | ----------------------------------------------- | ------------- |
| 東海大學                           |                                                 |               |
| 前任： 葉芳栢（代理） 正任：程海東 | 東海大學校長 第八任 2013年2月1日－2016年1月31日 | 繼任： 王茂駿 |